# 阿布哈兹国立大学
阿布哈兹国立大学是阿布哈兹唯一的大学。它是1979年在苏呼米教育学院的基础上成立的。它的第一个校长是Zurab Anchabadze。
该大学包括物理和数学，生物学和地理学，历史，文献学，经济学，法律; 教学和农业工程系。
阿布哈兹的第一所大学，苏呼米农业教育学院成立于1932年，并于次年转变为马克西姆·高尔基教育学院。 在1978年的集会和街头示威之后，它与阿布哈兹，格鲁吉亚和俄罗斯部门一起转变为阿布哈兹国立大学。1989年，格鲁吉亚学生要求将格鲁吉亚部门改为第比利斯国立大学的一个分支。 这遭到了阿布哈兹的反对，并最终导致了1989年苏呼米暴乱。

## 备注
1. ↑  Haber, Erika. . Lexington, Mass: Lexington Books. 2003: 69. ISBN 0-7391-0531-0. （原始内容存档于2017-02-15）.
2. ↑  Hewitt, George B. . New York: St. Martin's Press. 1998: 174. ISBN 0-312-21975-X. （原始内容存档于2017-02-15）.
3. ↑  Kaufman, Stuart J. (2001), Modern Hatreds: The Symbolic Politics of Ethnic War, p. 104-5. Cornell University Press, ISBN 0-8014-8736-6.